# Вієру Ольга Пилипівна
Ольга Пилипівна Вієру (14 жовтня 1966, Кропивницький, Україна) — громадська діячка, проєктна менеджерка, директорка Національного центру «Український дім» та благодійної організації «Благодійний фонд «Мистецький Арсенал». 

## Життєпис
Ольга Вієру народилася 14 жовтня 1966 року у місті Кропивницький (до 2016 року — Кіровоград). З 1969 до 1983 року проживала з родиною у Житомирі.

### Освіта
У 1983 році вступила до Київського інституту народного господарства імені Д. С. Коротченка (зараз — КНЕУ) на обліково-економічний факультет.  У 1988 році закінчила інститут. За фахом — економіст.

### Діяльність
Свою трудову діяльність розпочала як член організаційного комітету Всеукраїнської акції на підтримку вітчизняного виробника. У 2000 році влаштувалася відповідальної за зв’язки з громадськістю до телестудії Омега-ТВ, де пропрацювала рік. 
У 2002 році обіймала посаду керівника відділу організації та проведення заходів у ДП «Національний центр ділового та культурного співробітництва «Український дім». У 2003 році стала заступницею директора Українського Дому Наталії Заболотної. 
В Українському Домі займалася розробкою концепції діяльності підприємства. Брала участь у проведенні Всеукраїнського відкритого творчого конкурсу на кращий проєкт архітектурно-дизайнерського оформлення Центру ділового та культурного співробітництва «Український дім» та прилеглої території. Разом з Наталією Заболотною започаткувала ряд мистецьких проєктів («ART-KYIV contemporary», «Великий Скульптурний Салон», «Великий Антикварний Салон»), а також — журнал про мистецтво Art Ukraine. Діяльність Ольги Вієру була відзначена подяками Державного управління справами та Верховної Ради України.
У 2010 році стала директоркою благодійної організації «Благодійний фонд «Мистецький Арсенал». Як керівниця фонду була ініціаторкою та організаторкою благодійних, освітніх, інклюзивних та інших суспільно важливих проєктів та програм:
- Клуб Друзів Мистецького Арсеналу[1];
- інтернет-проєкт «Створимо Мистецький Арсенал разом!»[2];
- цикл благодійних вечорів на підтримку Мистецького Арсеналу;
- відкритий конкурс на створення сучасного ділового українського шрифту «АРСЕНАЛ»[3];
- Всеукраїнський конкурс дитячого малюнку «Космічна Одіссея»[4];
- освітній проєкт «Арсенал Ідей»[5] та однойменний щорічний інтерактивний освітній фестиваль[6];
- інклюзивні програми «Простір рівних можливостей»[7], «Сім звуків — сім фарб», «Дотик»[8], «Відчуй. Барви»[9];
- Всеукраїнська програма «Арсенал Ідей Україна»[10];
- Всеукраїнська програма «Дитяча Демократія»[11].

Як представниця фонду у 2011 році брала участь у програмі стажування «Музеї, молодь, інновації» у США. 

З вересня 2019 року — директорка ДП «Національний центр ділового та культурного співробітництва «Український дім». Разом з колективом Українського Дому у жовтні 2019 року оголосила про перезавантаження інституції та презентувала оновлену концепцію діяльності. 
«Головним сенсом існування цієї інституції має стати презентація українського національного продукту: культурного, освітнього, соціальних ініціатив, інновацій, усього того, що представляє Україну сьогодні й націлене в майбутнє» — Ольга Вієру про перезавантаження Українського Дому в інтерв'ю для «Дзеркала тижня».
До кінця 2019 року в Українському Домі пройшли перші самостійні проєкти: кураторська виставка сучасного українського мистецтва «Медіазалежність. Українська версія» та святковий фестиваль «ДоДому на Різдво». У 2020 році внаслідок карантинних обмежень через пандемію коронавірусу діяльність Українського Дому майже весь рік відбувалася в онлайн-формат. Разом з командою національного центру Ольга Вієру брала участь у створенні наступних проєктів:
- онлайн-виставка сучасного карантинного мистецтва «У нас всі вдома»[18];
- онлайн проєкт-тизер дослідження фондової збірки Українського Дому «Культоб'єкт»[19];
- діалоговий онлайн-проєкт «Щиро. Історії про...»[20];
- комунікаційна кампанія «Чисто: Інформаційна протидія COVID-19»[21];
- круглий стіл «Символи: еволюція українського наративу»[22].

Ольга Вієру є ініціаторкою та організаторкою довгострокових програм, що реалізуються командою Українського Дому з осені 2019 року.

## Переконання та життєва позиція
Ольга Вієру є прибічницею та популяризаторкою ідей розвитку культурного простору як основи сталого розвитку країни, участі кожного громадянина у процесах державотворення, забезпеченні рівних прав кожного члена суспільства, дієвої активності, широкого партнерства та об’єднання зусиль у досягненні мети.
«Дуже важливо, щоб наша пам’ять, і спільна національна, і кожного з нас окремо, зберігала у своєму фокусі Людину. Адже наше спільне забуття руйнує не лише інституції, а й людські долі, душі, віру. І врешті-решт, наше майбутнє. Якщо ми хочемо бути людяними та гуманними, якщо ми дивимося у майбутнє і хочемо по праву вживати слово "гідність", нам варто завжди пам’ятати про це», — цитата з колонки Ольги Вієру «Зруйнувати не можна врятувати. Вірус безпам'ятства» на сайті Української Правди 